# Hatfield (Kalifornia és Oregon)
Hatfield az Amerikai Egyesült Államok északnyugati részén, Kalifornia állam Siskiyou és Oregon állam Klamath megyéjében, az Oregon Route 39, California State Route 139 és California State Route 161 csomópontjában elhelyezkedő önkormányzat nélküli település.

## Fordítás
- Ez a szócikk részben vagy egészben  a   Hatfield, California–Oregon című angol Wikipédia-szócikk ezen változatának fordításán alapul.  Az eredeti cikk szerkesztőit annak laptörténete sorolja fel. Ez a jelzés csupán a megfogalmazás eredetét és a szerzői jogokat jelzi, nem szolgál a cikkben szereplő információk forrásmegjelöléseként.